# Montagne d'Argent
La montagne d'Argent est une montagne située dans l'estuaire du fleuve Oyapock en Guyane. La montagne d'Argent est protégée par le Conservatoire du littoral depuis 1998, elle est située sur le territoire de la commune de Ouanary.

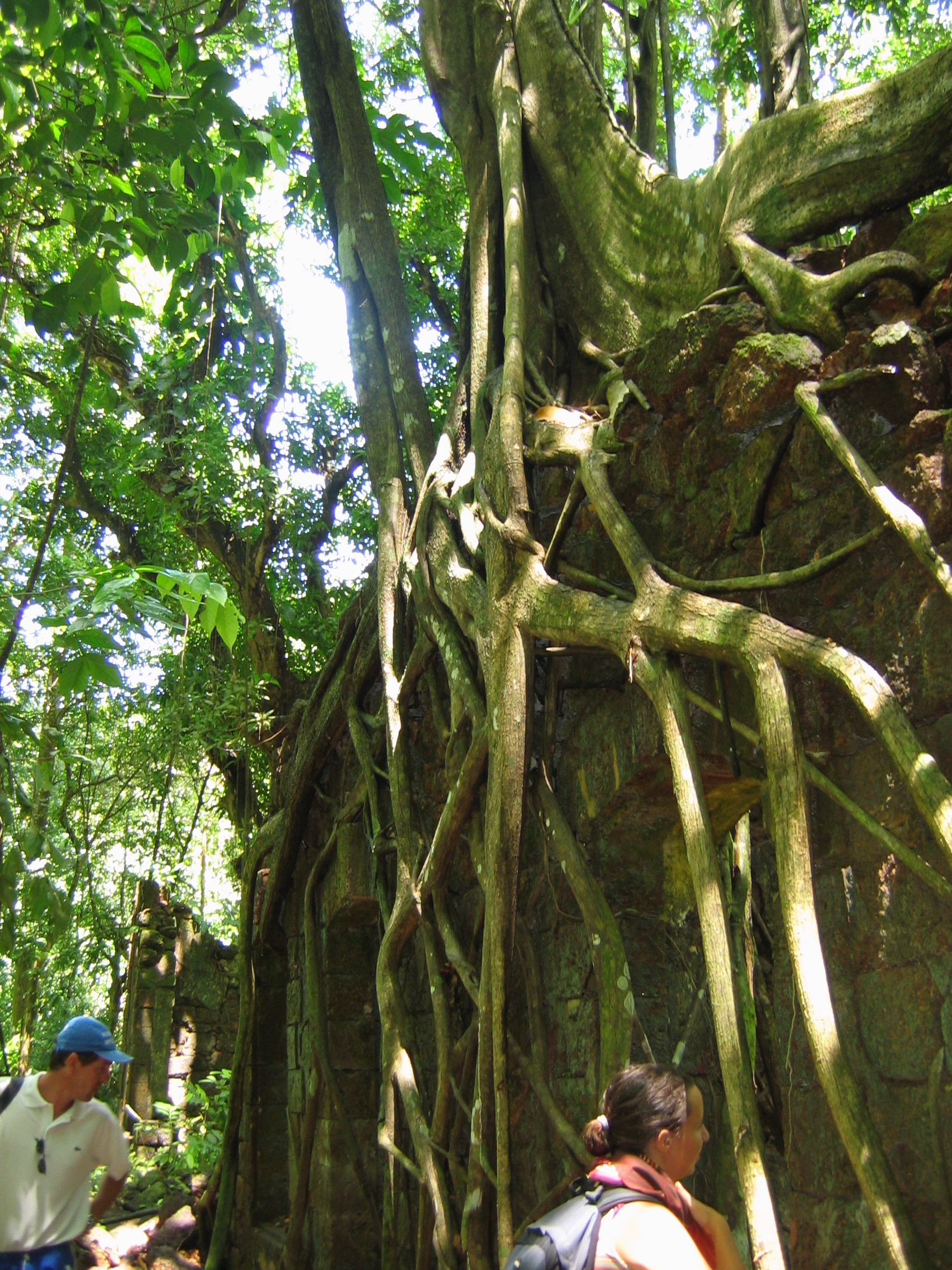
Bagne de la montagne d'Argent à l'embouchure du fleuve Oyapock

Lors de sa découverte la montagne était recouverte de bois canon dont les feuilles sont légèrement argentées ce qui a marqué les explorateurs de la région, qui l'ont ainsi nommé montagne d'Argent.
À l'origine, un établissement jésuite s'est installé puis par la suite la montagne a accueilli l'un des premiers bagnes de Guyane en 1854. Les conditions de vie extrêmement difficiles du lieu, ont contraint les autorités à fermer l'établissement en 1861. Par la suite, une réouverture a été effectuée de 1891 à 1898. Ce fut un nouvel échec, le terrain fut alors vendu à un Chinois.
Aujourd'hui le site est à l'abandon, les vestiges du bagne sont toujours présents et restent majestueux malgré les années passées.
Parmi les bagnards évadés de la montagne d'Argent, un célèbre bandit d’honneur kabyle, Ahmed ou Essaid Abdoun, arrêté en 1884 avec son frère Mohamed ou el Hadj Abdoun qui lui aussi s’évada du bagne de Guyane pour revenir en Kabylie.